# Gimnazjum w Sierakowie
Gimnazjum w Sierakowie – szkoła gimnazjalna w Sierakowie działająca w latach 1650–1655 w okresie Rzeczypospolitej Obojga Narodów.

## Historia
Założył je w 1650 wojewoda poznański Krzysztof Opaliński, który był wielkim przeciwnikiem systemu nauczania jezuitów. Program szkoły przygotował brat wojewody Łukasz Opaliński, a później Jan Ámos Komenský.
Szkoła ograniczała nauczanie łaciny na rzecz matematyki, geografii, historii i przyrody. Zakończyła swoją działalność wraz ze śmiercią założyciela.